# Embrouilles à Panama
Embrouilles à Panama est le 85e roman de la série SAS, écrit par Gérard de Villiers et publié au 1er trimestre 1987 dans la collection Plon (Presses de la Cité). Comme tous les SAS parus au cours des années 1980, le roman a été édité lors de sa publication en France à 100 000 exemplaires.
L'action se déroule courant 1986 au Panama. Lors de la rédaction du roman, le meurtre d'Hugo Spadafora avait été médiatisé, et le général Coiba est une allusion transparente au général Noriega.
Malko Linge est chargé de contribuer à l'élimination de l'homme fort du Panama, le général Coiba.

## Personnages principaux
- Malko Linge : héros du roman, Autrichien, agent contractuel de la CIA.
- Général Coiba : président dictateur du Panama.
- Colonel Santo Domingo
- « El Guapo »
- Miranda
- Angelina
- Inès de Castro
- Osiris Cordero
- Duncan O'Hara
- Miranda Ochoa

## Résumé
L'homme fort du Panama, le général Coiba, n'est plus apprécié par les autorités américaines qui trouvent sa façon de diriger le pays un peu trop « expéditive » (il vient de faire exécuter un agent contractuel de la CIA), d'autant plus que l'homme est aussi un narcotrafiquant. 
Malko est chargé de contribuer à son élimination. La CIA dispose déjà d'un remplaçant, le colonel Santo Domingo. Avec l'aide involontaire de la maîtresse du général, Miranda Ochoa, qu'il vient de courtiser et de séduire, Malko prépare donc l'assassinat du général Coiba. La tentative d'assassinat est un échec. Le bazooka utilisé ne fonctionne pas et le général échappe à l'attentat. 
Coiba a compris que les Américains voulaient sa mort. Il riposte et il tente de se venger. Malko est en première ligne. Mais Malko découvre que le général Coiba n'est pas aussi « pourri » qu'on pourrait le croire, et que son remplaçant potentiel, le colonel Santo Domingo, n'est peut-être pas celui qu'on croit...